# Jean III de Trazegnies
Pour un article plus général, voir Maison de Trazegnies.
Ne doit pas être confondu avec Jean II de Trazegnies.

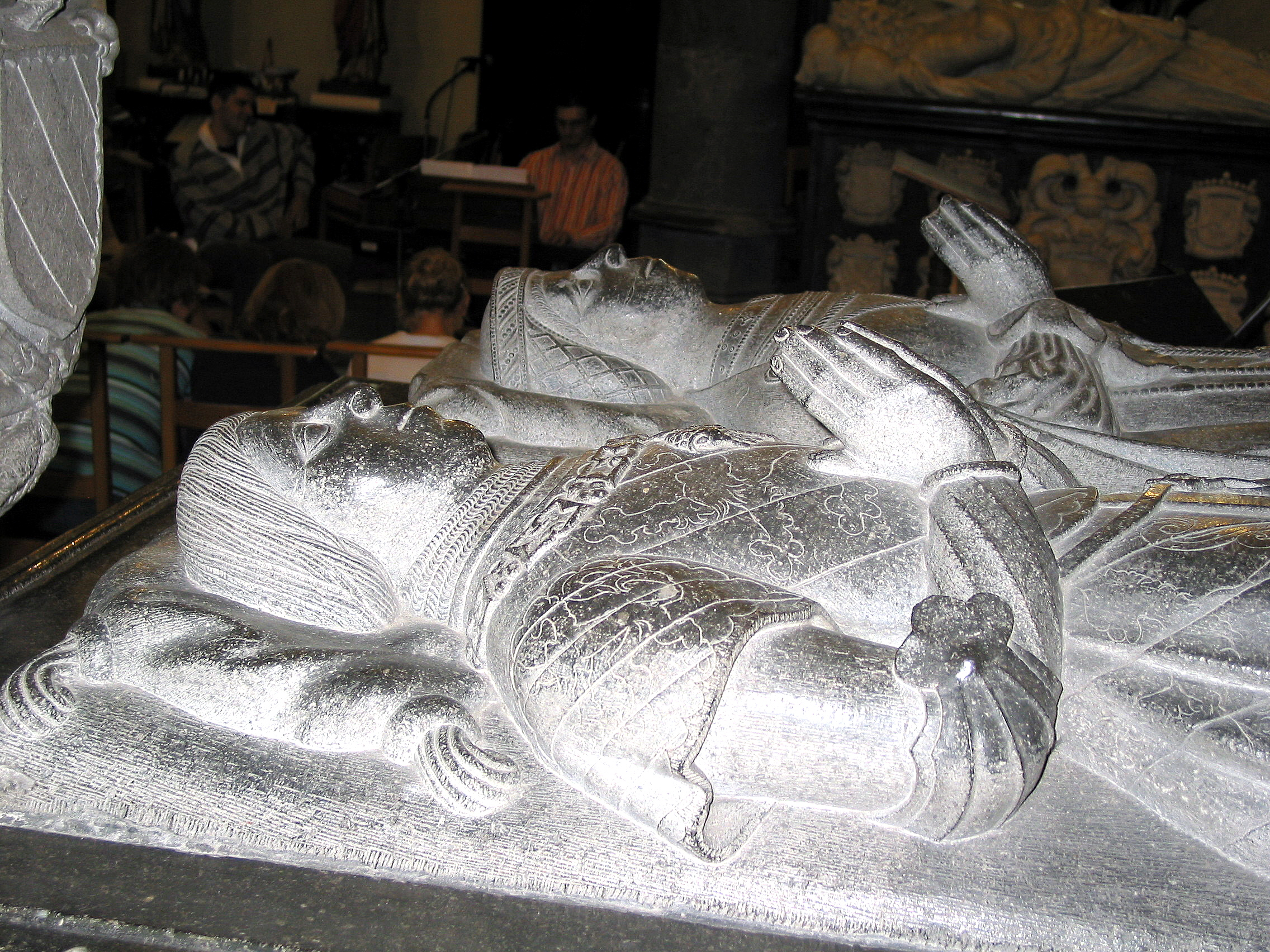
Détail du gisant de Jean III de Trazegnies et de son épouse Isabeau de Werchin (1550)
- Église Saint-Martin (Trazegnies).

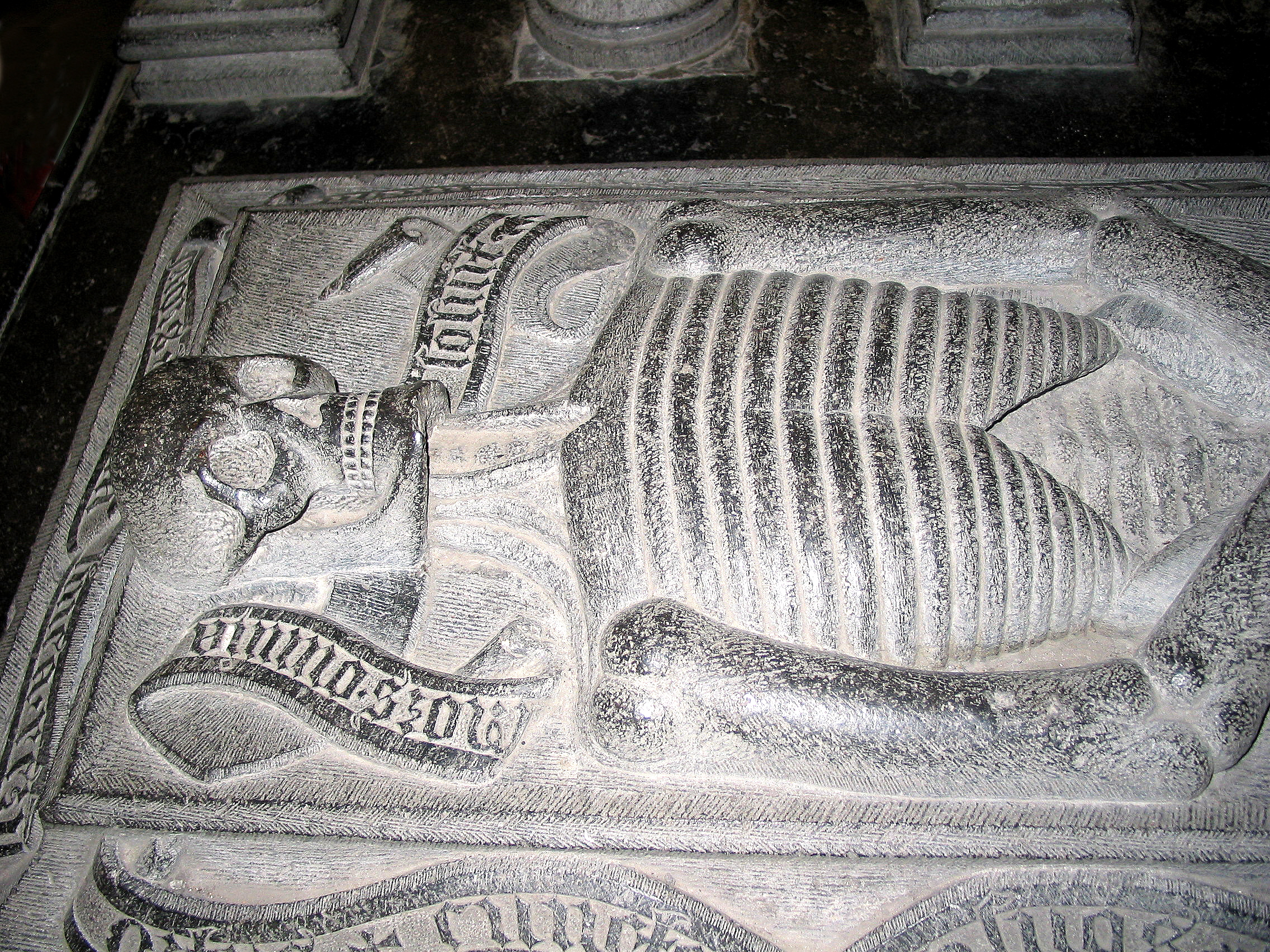
Détail de la partie basse (transi) du Gisant de Jean III de Trazegnies et de son épouse Isabeau de Werchin (1550) - Église Saint-Martin (Trazegnies)

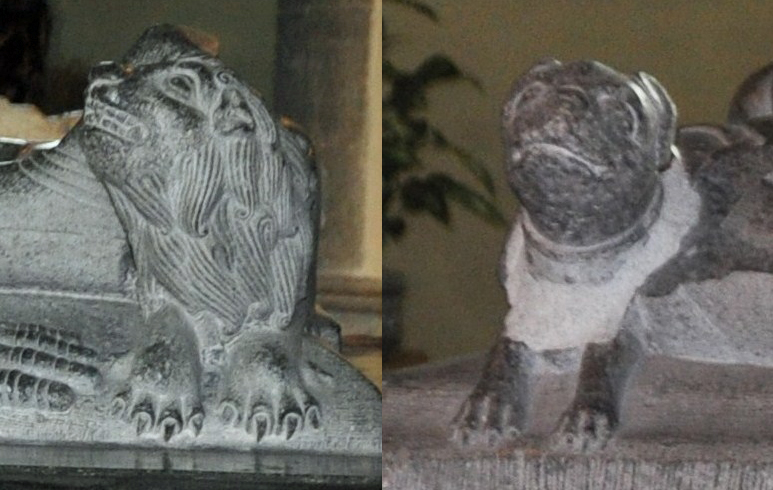
Le lion et le chien - détails aux pieds des gisants de Jean III et de son épouse Isabeau de Werchin

Le collier de la Toison d’or.

Le baron Jean III de Trazegnies, comte d'Autreppes, (1470 - † 1550), conseiller et grand chambellan de Charles Quint, gouverneur et châtelain d'Ath de 1540 à 1550, grand-bailli du roman pays de Brabant, capitaine général du pays et comté de Hainaut, chevalier de l'ordre illustre de la Toison d'or, est envoyé au Portugal pour épouser Isabelle de Portugal au nom de l'empereur.

## Généalogie
Son petit-fils, le marquis Charles II de Trazegnies, mort en 1635, pair de Hainaut, est sénéchal héréditaire de Liège
Jean III est le fils de Jean II († 1513), sire et baron de Trazegnies qui épousera Sibylle de Ligne le 3 août 1463.

## Armes
bandé d'or et d'azur de six pièces, à l'ombre de lion de sable, brochant sur le tout, à la bordure engrêlée de gueules.

## Devise
- « Tan que vive »[9]